# حيويات إدياكارية

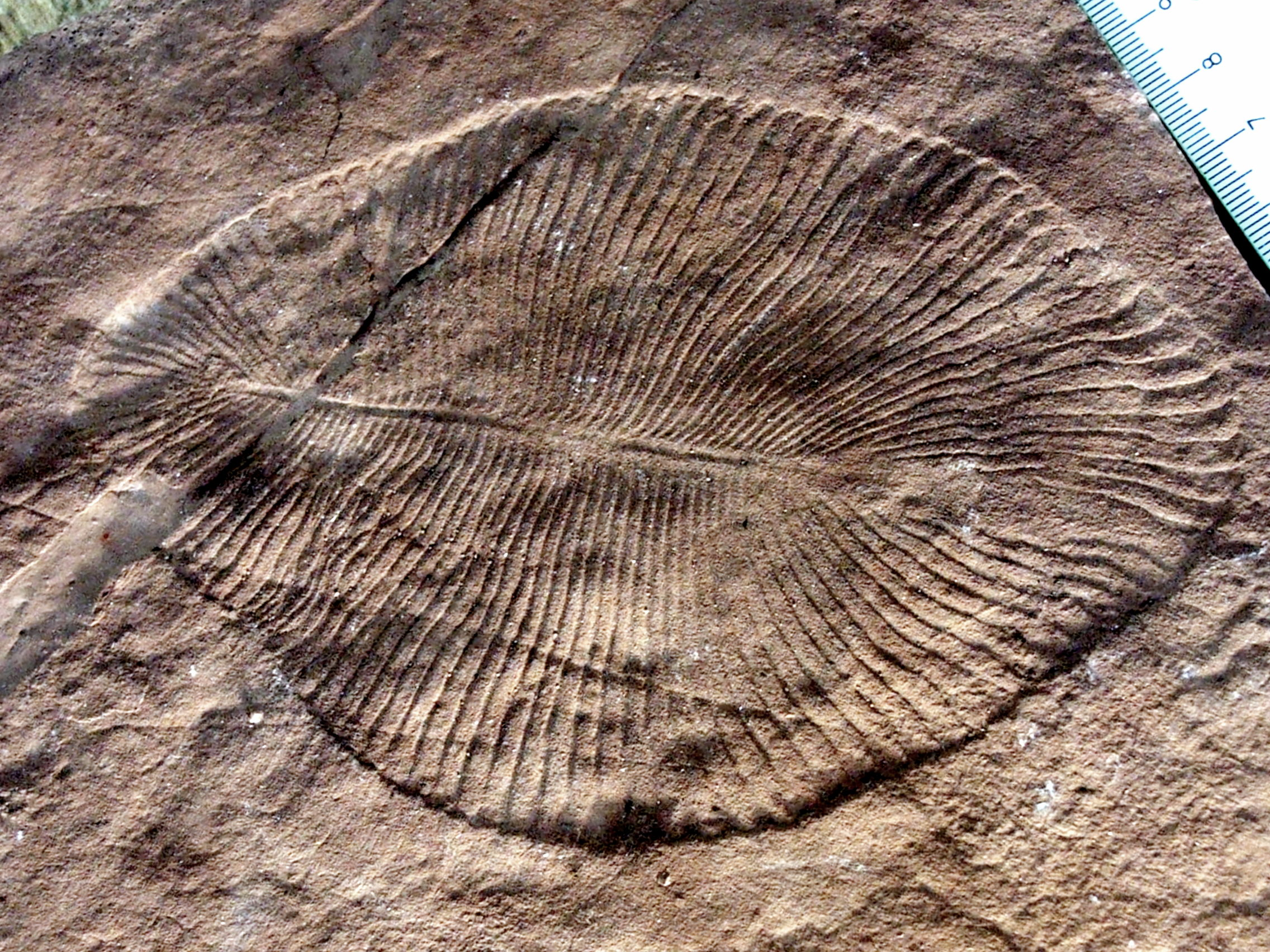
أحفورة ديكينسونيا كوستاتا كائن إدياكاري

الحيويات الإدياكارية (بالإنجليزية:Ediacara biota) هي كائنات حية قديمة يرجع تاريخها إلى أول العصور التي ظهرت فيها أحياء على الأرض وكان ذلك خلال العصر الإدياكاري (ca. 635–542 مليون سنة سبقت). تدل أحفورات هذا الدهر أن هذه الكائنات الحية الغريبة كانت كثير منها في هيئة ورقة لاطئة أنبوبية في تكوينها ومتعددة الخلايا ويبلغ اتساعها نحو 12 سنتيمتر أو أكثر، كما عثر على أحفورات لأشكال أخرى من الكائنات من ذلك الدهر.
وجدت أحفورات لهذه الكائنات في أنحاء كثيرة على الأرض، وهي تشكل أوائل الكائنات المعقدة متعددة الخلايا. ظهرت تلك الكائنات فجأة وبكثرة في الفترة التي تسمى «الانفجار الأفالوني» قبل 575 مليون سنة، بعدما تعدت الأرض العصر الجليدي المفترض التي تغطت خلاله الأرض بطبقة جليدية استمرت مئات السنين.
اختفت الحيويات الإدياكارية في نفس الوقت التي ظهرت فيها التعددية البيولوجية التي نشأت خلال الإنفجار الكامبري. نشأت في هذا العصر أول شكل جسم حي للحيوان، ونجدها في أحفورات أغلبها من عصر الكامبري أكثر من أحفوراته من العصر الإدياكاري. بالنسبة إلى الكائنات الحية المعقدة التركيب فيعتقد العلماء أن أحياء العصر الكامبري قد خلفت أحياء العصر الإدياكاري مع وجود بعض التشابه بينهما.
بدأ ظهور أحياء العصر الإدياكاري نحو 600 مليون سنة مضت وترعرعت واستمر وجودها حتى العصر الكامبري قبل 542 مليون سنة حيث اختفت تجمعات أحفورات الحيويات الإدياكارية. اكتشف أول تجمع لأحفورات الحيويات الإدياكارية في عام 1995 في سونورا بالمكسيك التي يرجع تاريخها إلى نحو 600 مليون سنة سبقت. وهي تسبق العصر البارد الأول قبل 580 مليون سنة. وعلى الرغم من العثور على أحفورات نادرة منها حتى الكامبري الأوسط (قبل 510 - 500 مليون سنة) فيبدو أن تجمعاتها قد اختفت تماما في نهاية العصر الكامبري. هناك عدة افتراضات لتفسير اختفاء االحيويات الإدياكارية من ساحة الحياة من ضمنها تغير المناخ والبيئة والافتراس والمنافسة في البقاء على الحياة.

## أشكالها
تشمل كائنات الحيويات الإدياكارية عدداً كبيراً من التشكيلات الجسمية وتختلف أحجامها من عدة مليمترات إلى أمتار. وقد تشبه في شكلها ما يشبه اللطخة إلى تقسيمات عضوية لما قبل الحيوان، وتختلف في رخاوتها وصلابتها. وهي توصف بأنها أول ثنائيات التناظر. تتميز تلك الكائنات عن ما قبلها من الأحفورات بأنها كبيرة نسبيا حيث تبلغ احجامها بين السنتيمترات إلى الأمتار، وجسمها متعدد الخلايا، مفصل الأعضاء، ومنتظم ثنائي التناظر.
| أشكال أحفورات العصر الإدياكاري | أشكال أحفورات العصر الإدياكاري                                               |
| --- | ---------------------------------------------------------------------------- |
| Tateana inflata تاتيانا انفلاتا، وهو قرص صلب كان على ظهر كائن غريب. (قارن المقياس المتري.)                                          | Tateana inflata (= 'Cyclomedusa' radiata)                                    |

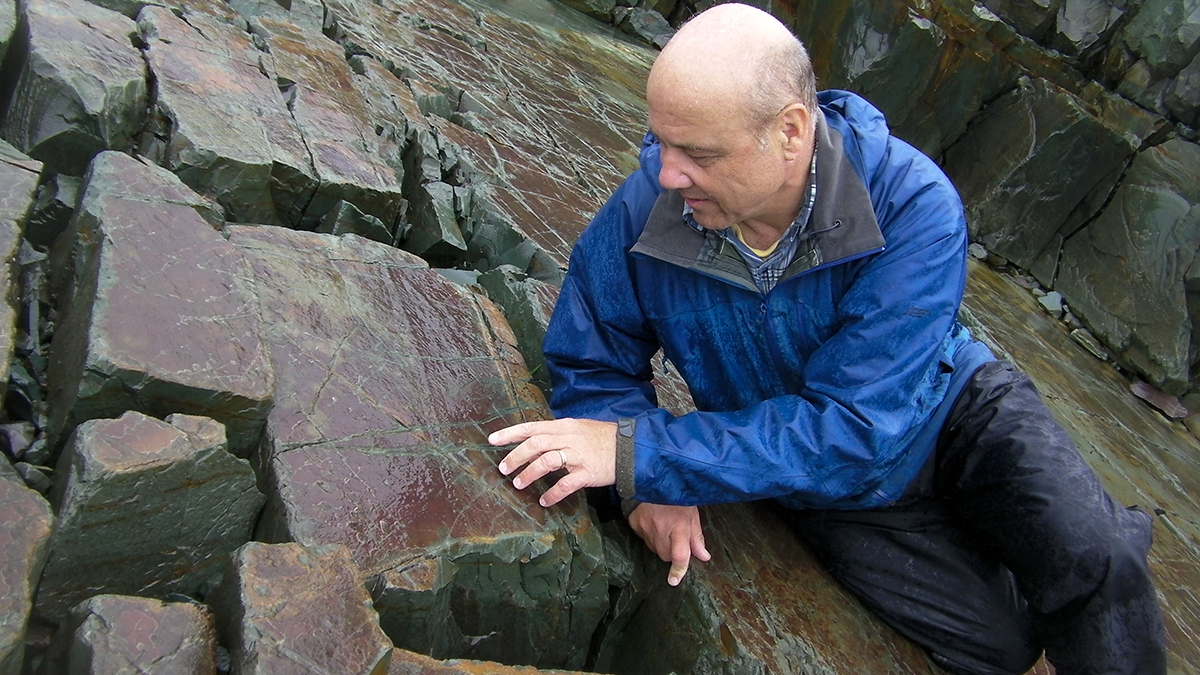
عالم الجيولوجيا الحيوية "جاي ناربون" يفحص إحدى احفورات الإدياكارا في نيوفاوندلاند.

| قالب أحفورة Charnia, أول كائن حي معروف من عصر ما قبل الكامبري.                                                                      | A cast of Charnia                                                            |
| سبريجينا Spriggina ، كان يعتبر حيوانا ولكن لا توجد له آثار لأطراف أعضاء.وربما كانت سبريجينا هي سبب اختفاء الحيويات الإدياكارية.     | وربما كانت سبريجينا هي سبب اختفاء الحيويات الإدياكارية                       |
| : Archaeonassa]]أحفورة آثار على حجر رملي لكائنات من العصر الإدياكاري المتأخر.                                                       |                                                                              |
| Epibaion waggoneris : أحفورة آثار إبيبايون متتابعة لطبعات جسم حيوان يورجيا Yorgia (يمين)، التي أظهرت تلك الآثار على وسادة ميكروبات. | يورجيا chain of trace platforms terminate by the body of the animal (right). |